# ロスドルフ
ロスドルフ (ドイツ語: Rosdorf) は、ドイツ連邦共和国ニーダーザクセン州ゲッティンゲン郡に属す町村（以下、本項では便宜上「町」と記述する）である。

## 地理
南ニーダーザクセンの市町村新設に伴い1973年に創設された、人口約 12,000 人を擁する自治体ロスドルフはゲッティンゲンの南市境からニーダーザクセン＝ヘッセンの州境にかけて広がっている。一部に異なる歴史や社会文化背景を持つ、合わせて11の集落はライネ川左岸の湿地からライネ丘陵にかけて位置している。ヴァルトベルクは南のオーベルンイェーザ方面に位置しており、高さは海抜 178.8 m である。この丘陵は長さ約 400 m であり、近郊保養地として利用されている。

### 自治体の構成
行政中心地は同盟の地区で、人口 6,400 人のこの町最大の集落である。この町に属すその他の集落は以下の通りである。
- アッツェンハウゼン
- ダーレンローデ（グート・ヴェーテンボルンを含む）
- ドラムフェルト（クロスターグート・マリエンガルテンを含む）
- クライン・ヴィールスハウゼン
- レムスハウゼン（ハイセンタール、エルスハウゼン、グート・ライプシュタインを含む）
- メンガースハウゼン（ティーフェンブルンを含む）
- オーベルンイェーザ
- ゼットマールスハウゼン（オーレンハウゼンを含む）
- ジーボルツハウゼン
- フォルケローデ

## 歴史
ロスドルフ集落は新石器時代から続く入植地で、ゲッティンゲン郡で最も古い集落である。最初の文献上の記録は、1004年に Rasthorp としてなされている。前の母音は -a- と -o- との間で定まらず、12世紀から -o- が優勢となり、川の名前も同様である。川の名前は17世紀末頃までには現在の形であるラーゼ川 (Rase) となった。集落名は、元々は *Raus-thorp に由来する。 *Raus- は「ヨシ」を意味しており、「ヨシの村」を翻訳される。川の名前、Rase は、同じ語幹に -aha の語尾が付いたもので、「ヨシの小川」または「ヨシの水」を意味する名前に由来している 。
1963年から1970年の間に発掘されたゲッティンゲン郡のロスドルフ入植地「ミューレングルント」の最初の成果は、線帯文土器文化の研究にとって重要なもので、ここは中央ヨーロッパの線帯文土器文化の分布地域北限の、それまでに考古学的に研究がなされた最大の入植地となった。ロスドルフ入植地「ミューレングルント」は広範な発掘地（23,000 m2) であり、64棟の建物の礎石がある。その一部には時代的に互いに連続したものもある。
肥沃な土地とライネ川や水量の豊かなラーゼ川やベーケ川といった川沿いの位置は、この町の発展に有利であった。中世後期にはすでに多くの水車が稼働していた。18世紀には穀物挽き、縮絨、搾油、研磨の水車が工業的発展の萌芽となった。

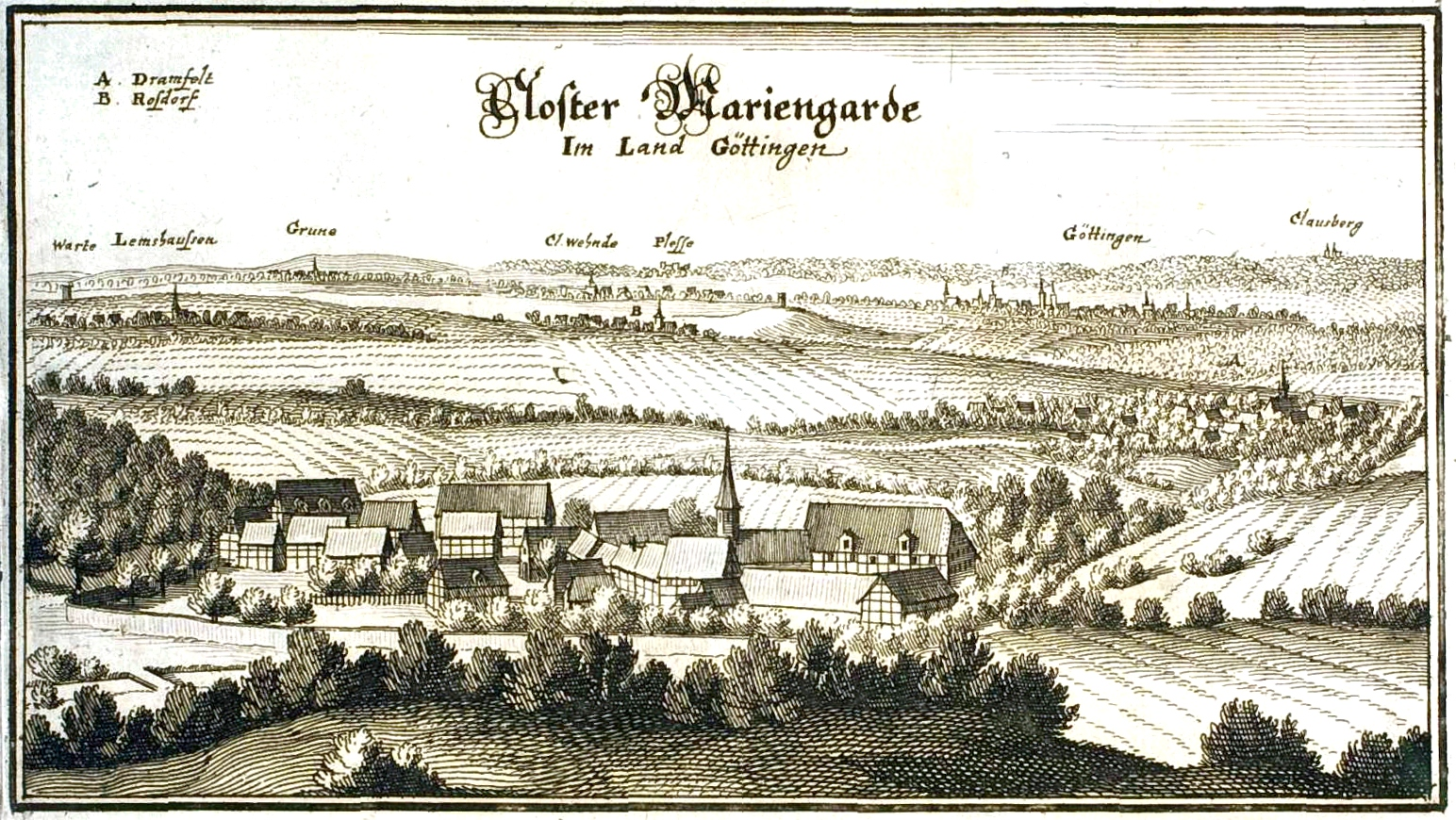
1654年頃のマリエンガルテン修道院

中世の間中、ヒルヴァルツハウゼン、マリエンガルテン、ヴァルケンリートといった修道院の他、周辺地域の様々な領主がロスドルフの所領を拡大していった。村の住民達がこの所領を耕作した。1300年から1400年までの間にロスドルフ監視所が建造された。これはゲッティンゲン市の防衛施設には属さなかった。15世紀以降、特にゲッティンゲン市が所領を拡大し、ロスドルフはこれに取り込まれていった。1894年に騎士領に格上げされていたこの町に残されていた最後の所有地シュティペンディーンホーフをゲッティンゲン市が売却したのは1970年になってからのことであった。
三十年戦争、七年戦争、そしてナポレオン戦争で、この町は何度も襲撃された。1667年の大火は26戸以上の農場を壊滅させ、1800年4月1日のラーゼ川の氾濫では町の中心部の一部が水に浸かった。このため、現存する木組み建築の大部分が19世紀以降に建造されたものであることは、決して奇異なことではない。

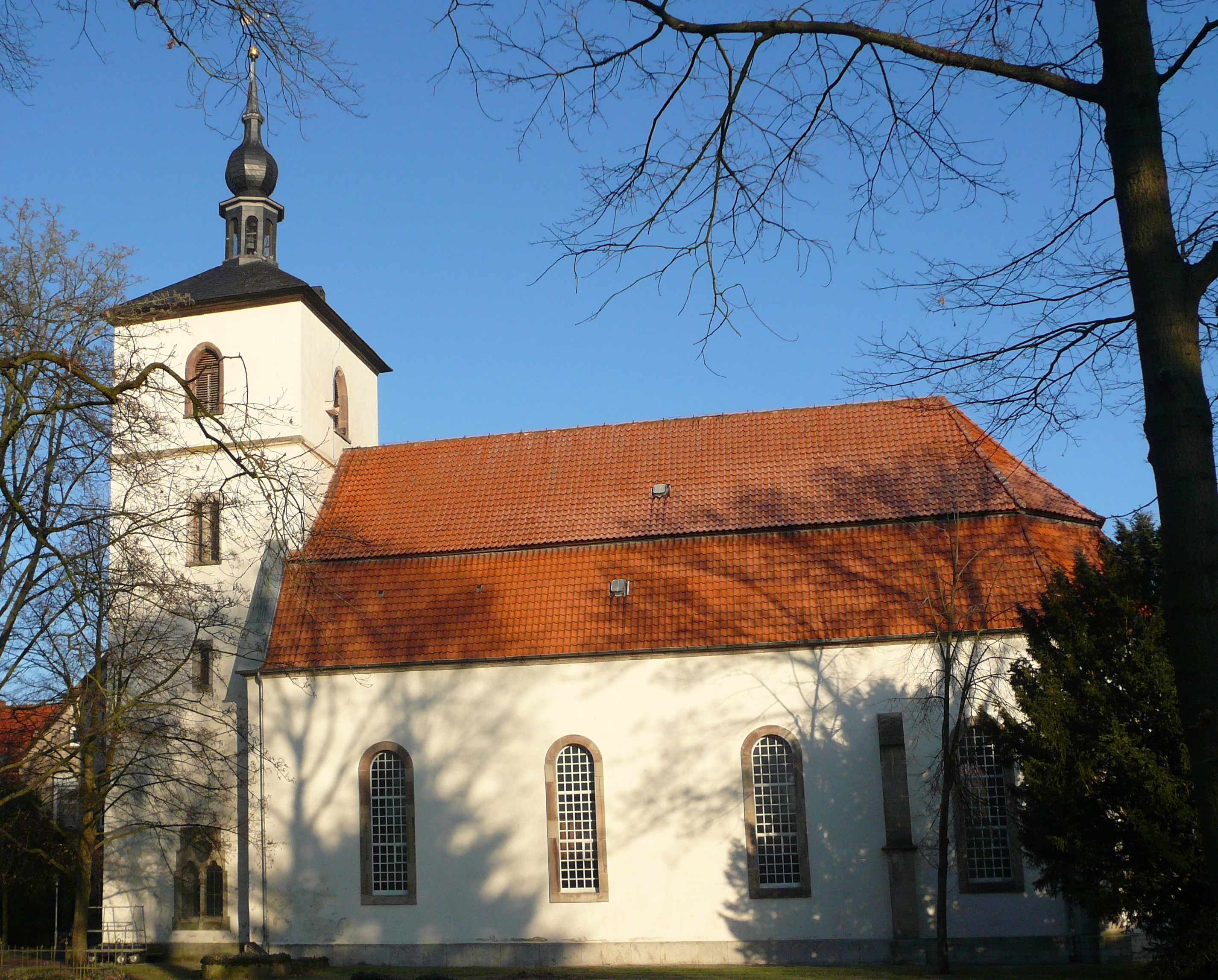
聖ヨハニス教会

町の中心に建つ聖ヨハニス教会の建築上の原型はロマネスク時代に遡る。1699年に塔が現在の姿となり、ゴシック様式の教会堂は1725年にバロック化された。19世紀半ばにハノーファーの宮廷画家カール・エステルライが教会内部をネオロマネスク様式（「ビザンチン様式」）に改造した。注目すべき祭壇画（ハノーファー宮廷の王の交替といったロスドルフに関わる歴史上の事実が描かれている）も彼により制作された。ゲッティンゲンの有名なオルガン製作者ギーゼッケのオルガンは近年修復され、教会の神事の時だけでなく、教会コンサートの形でも演奏されている。ロスドルフの屋外プールは様々な付属のスポーツ設備を有している。
社会資本の充実や大学都市ゲッティンゲンのすぐ隣に位置していることは、この町を住宅地としてのみならず企業立地としても魅力的なものにしている。町の中核部の北に大規模な新興住宅地が整備され、さらに南部にも別の住宅地が計画されている。かつての農業の町は商業・産業が盛んな都会風の町に発展した。
2007年6月から南ニーダーザクセンの数多くの刑務所の中央施設としてロスドルフ刑務所がある。

## 行政

### 議会
1960年代半ば、ニーダーザクセン州では州内の大きな行政区画を創設する計画があった。ロスドルフの町議会では1968年から統合・独立した自治体（アインハイツゲマインデ）を形成してゲッティンゲンへの併合に対抗するという議論がなされていた。1973年1月1日に州法によってアインハイツゲマインデとしてのロスドルフが誕生した。この自治体にはロスドルフの他に、10のそれまでの独立した町村が加わった。ロスドルフ地区は1973年以降、人口400人以上の他の地区と同様に地区議会の選挙を行い、そのトップとして議会が地区長を選出している。それよりも小さな地区では地区代表が活動していた。「1996年のニーダーザクセン州の基本条例改革に関する法律」により、人口400人に満たない地区でも地区議会を作れるようになり、この町の全地区が地区議会を持ち、地区長を戴いている。

### 首長
2014年11月1日からゼーレン・シュタインベルク (SPD) が市長を務めている。

### 紋章
図柄: 青地。下部に銀の波帯（複数形）。その上に、両側と上部を合わせて10個のクローバーの葉で囲まれた銀の小盾。小盾内も同じ青地で、上向きで互いに外を向いた2本の木製の鍵が描かれている。
解説: 内側の小盾にはかつての町の紋章から採られた2本の外向きの鍵が描かれている。これはロスドルフ家の紋章に由来する。これを取り囲む 10 枚のクローバーの葉は、中核地区と9つの行政地区から成るこの町の地区構成を象徴している。この波帯は、町域を流れるライネ川とその西岸の支流を表している。

### 姉妹都市
- Zubří（チェコ、ズリーン州）1993年

その活発な姉妹都市活動により、2004年に欧州評議会はロスドルフにヨーロッパ賞を授与した。

## 経済と社会資本

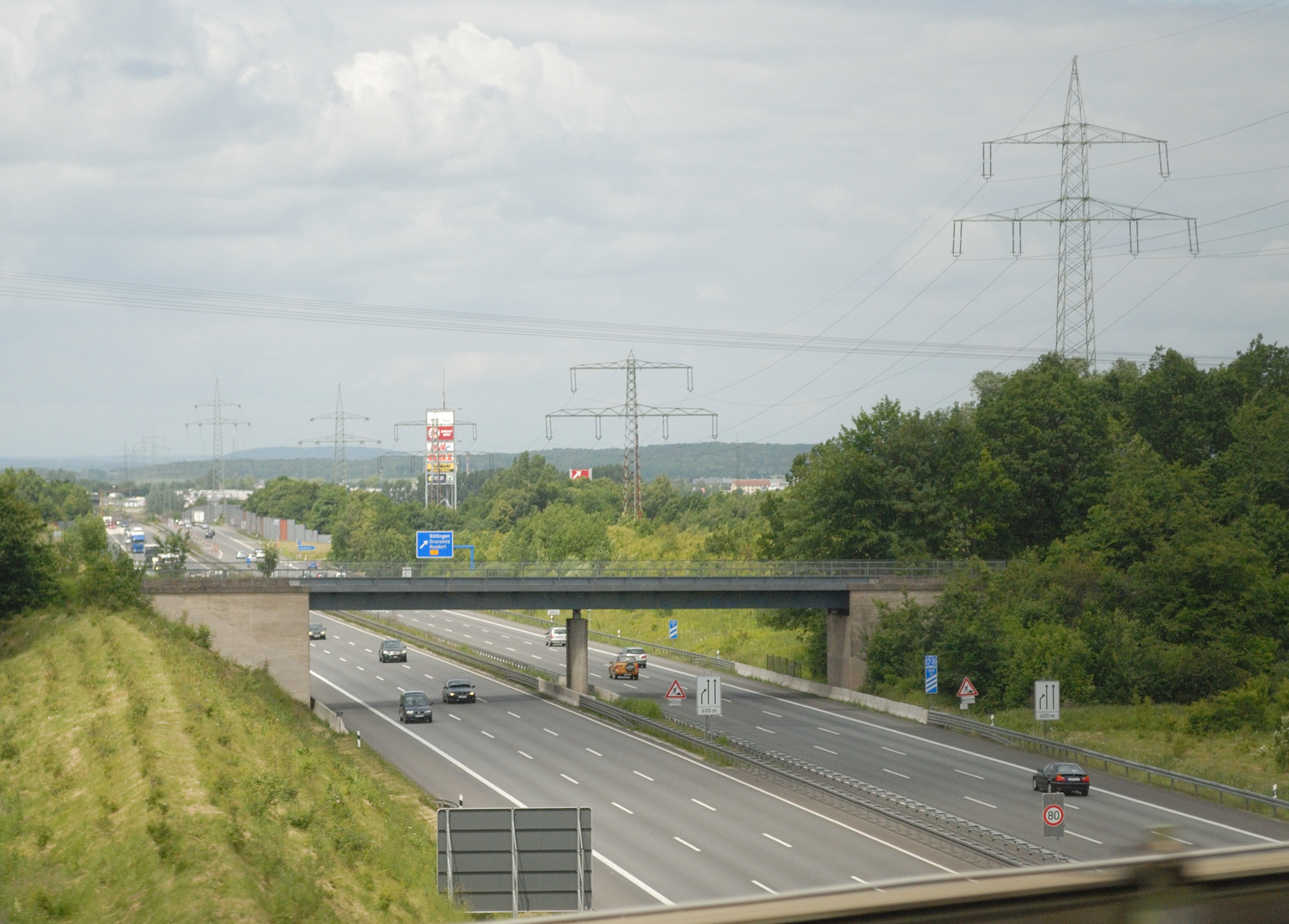
A7号線

### 交通
ロスドルフの町域を連邦アウトバーン A7号線が通っている。実施にはメンガースハウゼン近郊にある「ゲッティンゲン」パーキングエリアには補助的な出入り口がある。これを本格的なインターチェンジに拡張する計画があるが、詳細は議論中である。ドラムフェルト近郊にドランメタール・ジャンクションがあり、連邦道 A38号線が A7号線から分岐している。A38号線にはドラムフェルト・インターチェンジがある。
ロスドルフの中核地区を、連邦鉄道の古いノルト＝ジュート線（南北線）の一部であるベーブラ - ゲッティンゲン線が走っている。しかし、ロスドルフとオーベルンイェーザの駅は、現在旅客営業を行っていない。
ハノーファー - ヴュルツブルク高速鉄道線も町域の北西部をかすめている。

### 教育
- 基礎課程学校 2校（ロスドルフ、ドラムフェルト）
- 本課程学校（ロスドルフ）

## 人物
- フリードリヒ・ボール（1945年 - ）政治家。旧連邦大臣。

## 引用
1. ↑  Landesamt für Statistik Niedersachsen, LSN-Online Regionaldatenbank, Tabelle A100001G: Fortschreibung des Bevölkerungsstandes, Stand 31. Dezember 2023
2. ↑  Kirstin Casemir, Uwe Ohainski, Jürgen Udolph: Die Ortsnamen des Landkreises Göttingen. In: Jürgen Udolph (Hrsg.): Niedersächsisches Ortsnamensbuch (NOB). Teil IV, Verlag für Regionalgeschichte, Bielefeld 2003, ISBN 3-89534-494-X, pp. 348 - .
3. ↑  ロスドルフ刑務所のホームページ